# Edmund Majowski
Edmund Majowski (* 12. November 1910 in Königshütte; † 26. Oktober 1982 in Wien) war ein polnischer Fußballspieler und -trainer.

## Karriere als Torjäger
Majowski wurde als Staatsbürger Preußens geboren und bekam erst mit dem Anschluss Ostoberschlesiens an Polen 1922 die polnische Staatsangehörigkeit. Als 14-Jähriger trat er der Fußballabteilung des AKS Chorzów bei, der als ein Klub der deutschen Minderheit galt. 1931 nahm ihn der Spitzenclub Pogoń Lwów unter Vertrag, Majowski wurde dort als torgefährlicher Außenstürmer Stammspieler; 1932, 1933 und 1935 wurde er mit dem Verein polnischer Vizemeister. Er blieb Pogoń bis zum Ausbruch des Zweiten Weltkriegs treu. 1933 bestritt er die erste von insgesamt vier Partien in den Reihen der Nationalmannschaft.
In den ersten Kriegswochen spielte Majowski, der zweisprachig (Deutsch, Polnisch) aufgewachsen war, kurz für den drittklassigen SS-Turnverein (SSTV) Breslau. Unter der deutschen Besatzung  trug er sich in die deutsche Volksliste ein, er bekam auf diese Weise die Spielberechtigung für die deutschen Gauligen. Als Volksdeutscher lief er an der Seite der früheren polnischen Nationalspieler Wilhelm Góra, Juliusz Joksch und Karol Pazurek, die ebenfalls aus Oberschlesien stammten, sowie Józef Smoczek in der Gauliga Generalgouvernement für die Deutsche Turn- und Sportgemeinschaft Krakau auf, die der Geschäftsmann Oskar Schindler sponserte. Er stand in der DTSG-Elf, die 1941 den Bernsteinpokal gewann.  Wiederholt wurde er in die Auswahl der Gauliga berufen. 1942 wechselte er zur DTSG Lemberg. Er gehörte dem Verein bis zu dessen Auflösung 1944 an. Nach der Rückkehr in seine oberschlesische Heimat spielte er noch kurz für Germania Königshütte, den stärksten Club der Region.
Da Majowski fürchtete, wegen seines Einsatzes für Clubs der deutschen Besatzer von den polnischen Behörden als Kollaborateur verfolgt zu werden, verließ er Oberschlesien, als sich das Kriegsende abzeichnete, in Richtung Österreich. In den ersten Nachkriegsjahren spielte er für Wacker Wien.

## Internationale Trainerkarriere
Nach Erlangen der Trainerlizenz des Österreichischen Fußball-Bundes im Jahr 1947 übernahm er erst den Wiener AC, dann den FC Wien. Auch erlangte er die österreichische Staatsangehörigkeit, ohne die polnische aufzugeben. Nach einem Zwischenspiel beim norwegischen Erstligaverein Sarpsborg FK begann seine Karriere als Trainer von Nationalmannschaften: Nach zwei Jahren im Iran kehrte er für eine Spielzeit nach Norwegen zurück, um sich anschließend dem Aufbau der kuwaitischen Auswahl zu widmen. Aus Kuweit wechselte er zum griechischen Spitzenclub Ethnikos Piräus, bevor er 1969 für seine letzte Saison als Trainer zum Sarpsborg FK nach Norwegen zurückkehrte.